# Ostdeutscher Rundfunk Brandenburg
Ostdeutscher Rundfunk Brandenburg (pl. Wschodnioniemieckie Radio Brandenburgii w skrócie ORB) – niemiecki, publiczny, regionalny nadawca radiowo-telewizyjny, członek ARD. Nadawał dla Brandenburgii od dnia 12 października 1991 do 30 kwietnia 2003. Siedziba główna ORB mieściła się w Poczdamie. Posiadał także studia w Chociebużu, Frankfurcie nad Odrą i Perlebergu.
1 maja 2003 ORB połączyło się z berlińskim nadawcą, Sender Freies Berlin (SFB), tworząc Rundfunk Berlin-Brandenburg (RBB).
Od stycznia 1992 ORB produkowało trzeci kanał telewizyjny dla Brandenburgii, pod nazwą ORB-Fernsehen, który potem przejęło RBB.